# هجوم كابل سبتمبر 2018
هجوم كابل سبتمبر 2018 يشير إلى تفجيرين استهدفا نادي مايواند للمصارعة الواقع في منطقة دشت بارتشي بغرب كابل، وهي منطقة تقطنها أغلبية من الهزارة. أسفر الهجوم عن مقتل 20 شخصًا على الأقل وإصابة 70 آخرين، فيما يعد هذا الهجوم الأكثر دموية على شيعة كابول منذ التفجير الانتحاري في 15 أغسطس. أعلن تنظيم داعش مسؤوليته عن الهجوم.

## الهجوم
في 5 سبتمبر 2018 حوالي الساعة السادسة مساءً بالتوقيت المحلي فجر انتحاري نفسه داخل نادي رياضي بمنطقة دشت بارتشي غرب العاصمة الأفغانية كابل. وقال مستخدمون لوسائل التواصل الاجتماعي الذين زعموا مشاهدة الهجوم أن الانتحاري أطلق أولًا الرصاص على الحارس الأمني للنادي ثم دخل صالة الألعاب وفجر نفسه. وبعد حوالي ساعة من التفجير الأول، عندما تجمع المسعفون الأوليون والصحفيون وعناصر قوات الأمن في المكان الحادث، انفجرت سيارة مفخخة هناك.

## الضحايا
قدرت التقارير الأولية في البداية عدد الضحايا بعشرين قتيلاً وإصابة 70 آخرين بجروح، لكن تقرير لاحق من نائب المتحدث باسم وزارة الداخلية الأفغانية اكد على ان عدد الضحايا ارتفع إلى 26 قتيلاً و 91 جريحًا.
أسفر الهجوم الثاني عن مقتل مصوران بشبكة “طلوع نيوز” وهم «صميم فرامرز» و«رامز احمدي» وإصابة 4 آخرين من الصحفيين وذلك أثناء تغطيتهم للتفجير الأول.
وقال حشمت ستانيكزاي المتحدث باسم شرطة كابول، ان بعض الضباط الشرطة اصيبوا في الانفجار الثاني عندما كانوا يساعدون الضحايا.

## ردود الفعل
- أدان الرئيس الأفغاني أشرف غني التفجيرين، وقال: إن «الهجوم على المدنيين والعاملين في الإعلام هو هجوم على حرية التعبير وجريمة ضد الإنسانية».[5]
- أدانت بعثة الأمم المتحدة للمساعدة في أفغانستان هذا الهجوم الانتحاري وأعربت عن قلقها العميق إزاء الثمن الباهظ الذي تدفعه وسائط الإعلام الأفغانية، حيث يعتبر قتل الصحفيين في أفغانستان من بين أعلى المعدلات في العالم. وقال تاداميتشي ياماموتو، الممثل الخاص للأمين العام للأمم المتحدة في أفغانستان: «إن هذا العمل الإرهابي الأخير الذي يستهدف المواطنين العاديين في كابول إلى جانب الصحفيين، هو أمر صادم للغاية... إننا ننضم إلى الأفغان في التعبير عن استنكارنا لهذا الهجوم القاسي».[6]
- أدان المتحدث باسم وزارة الخارجية الايرانية بهرام قاسمي هذه التفجيرين الانتحاريين وأعرب عن تضامنه مع اسر القتلى والمصابين في هذا الحادث الإرهابي.[7]
- أعربت دولة قطر عن إدانتها واستنكارها الشديدين للتفجيرين، وعبرت وزارة الخارجية، في بيان لها عن موقف دولة قطر الثابت من رفض العنف والإرهاب مهما كانت الدوافع والأسباب.[8]